# Friedhof Nirmer Straße

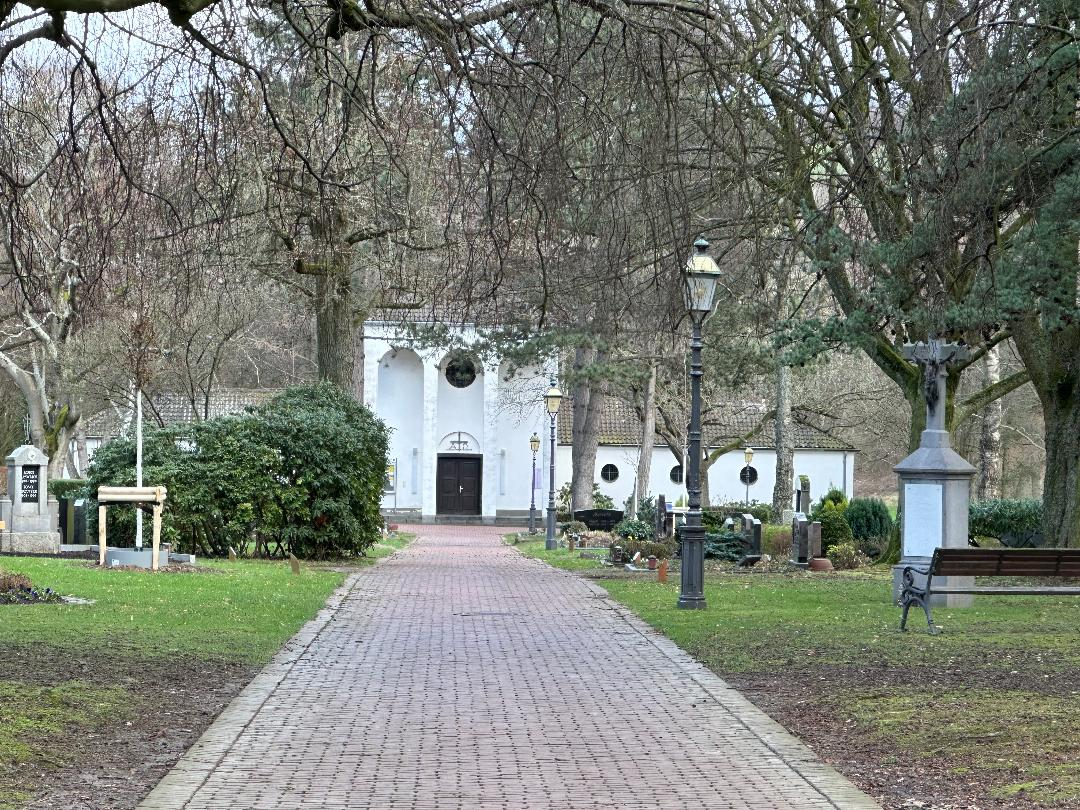
Nirmer Friedhof – Ansicht Haupteingang

Der Friedhof Nirmer Straße befindet sich im Aachener Stadtteil Eilendorf und erstreckt sich über eine Größe von 68.950 m². Er wird seit dem Jahre 1917 belegt.

## Kriegsgräber
Auf dem Friedhof ruhen insgesamt 134 Opfer des 2. Weltkrieges. 78 deutsche Soldaten, sowie 56 zivile Opfer, die während eines Bombenangriffes durch britische Bomber am 25. Mai 1944 ums Leben kamen. Darunter auch Adam Geulen mit seiner Familie, welcher zu diesem Zeitpunkt Rektor der Volksschule Eilendorf war.
Die Soldaten fanden ihre Ruhestätte zunächst auf dem Soldatenfriedhof Nirmer Höhe, welcher bis 1957 existierte und auf dem Wolfsberg gelegen war. Aufgrund der bevorstehenden Elektrifizierung der Bahnstrecke Köln–Aachen, wurden die Gräber auf das heutige Grabfeld auf dem Friedhof Nirmer Straße verlegt.

## Gegenwart
Seit dem Jahr 2004 unterhält der Friedhof ein Kolumbarium. Auf dem Gelände sind neben Erd- und Feuerbestattung, auch Baumbestattungen möglich. Der Friedhof ist ganztägig zugänglich und nur wenige Minuten Fußweg von der Bushaltestelle Hahnweg entfernt, auf der die Linie 2 verkehrt.

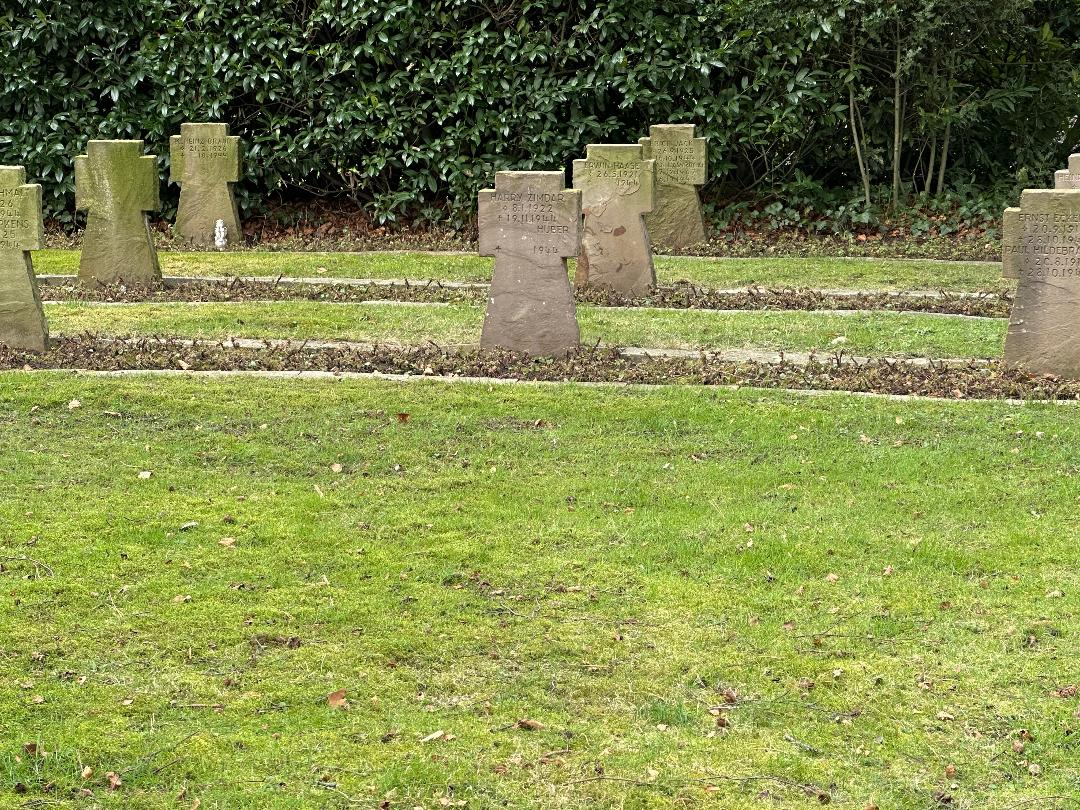
Heutige Lage der Soldatengräber nach Umbettung 1957
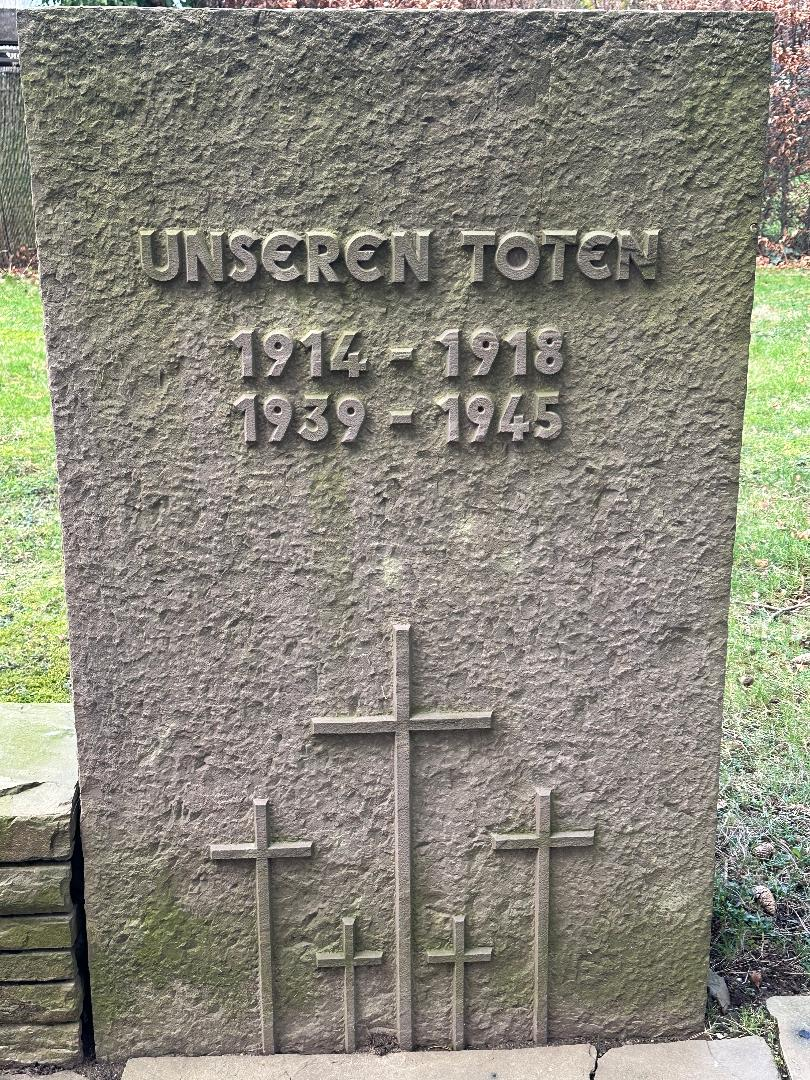
Gedenkstein für die Opfer der Weltkriege
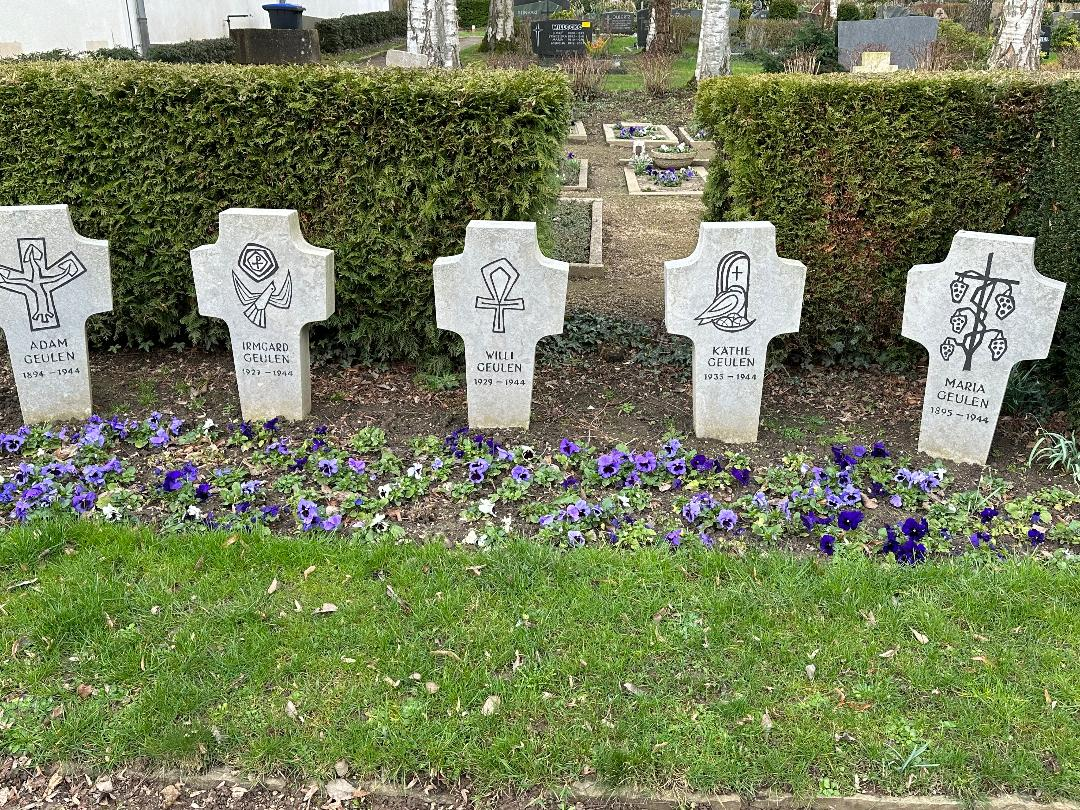
Gräber Familie Geulen
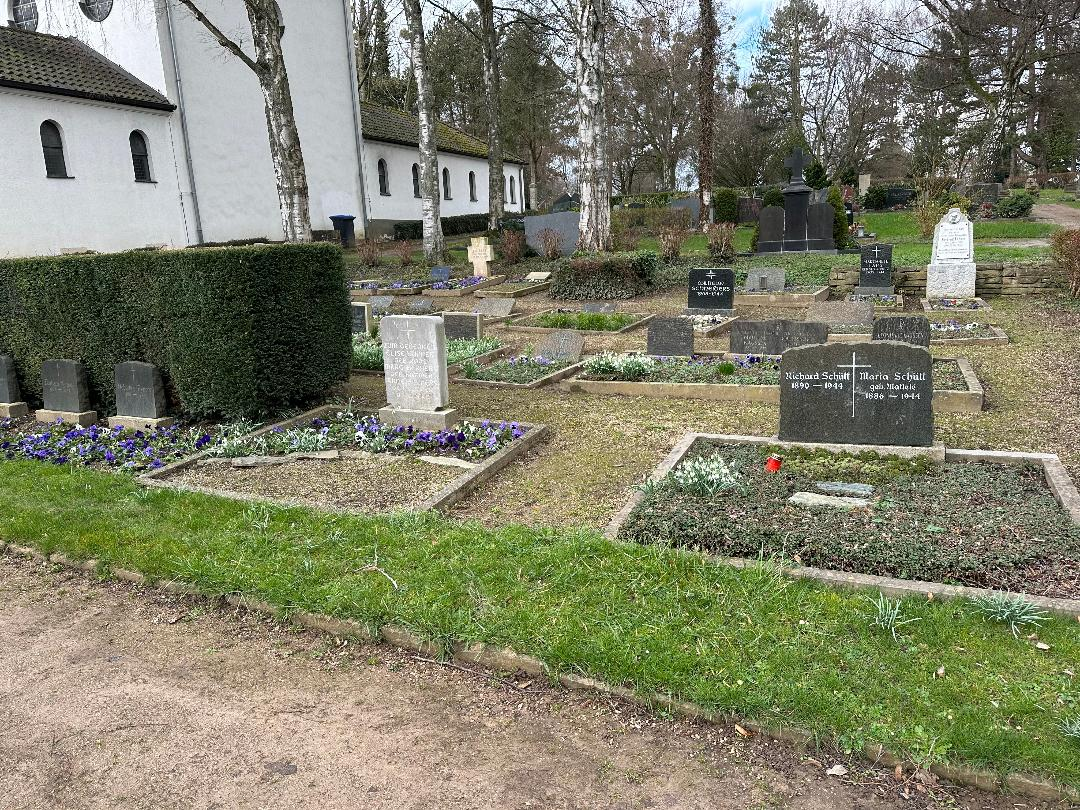
Grabfeld der verstorbenen des 25. Mai 1944